# لبيد العبيدي
لبيد إبراهيم أحمد العبيدي (من مواليد 1937 - بغداد، توفي 5 آب/أغسطس 2012) كاتب ومؤرخ عراقي. شارك في ندوات ومؤتمرات تاريخية عدة، وأسهم في تأليف الكثير من الكتب والموسوعات التاريخية العراقية في الثمانينات من القرن الماضي وخاصة موسوعة حضارة العراق.

## سيرته

### حياته
ولد الدكتور لبيد في بغداد عام 1937، وهو من عائلة موصلية تركت الموصل منذ زمن وإستقرارت في مدينة الأعظمية، ودرس في مدارسها ثم دخل قسم التاريخ بكلية الآداب – جامعة بغداد، وبعد تخرجه عمل مدرساً في المدارس المتوسطة والثانوية، ثم أكمل دراسته العليا في جامعة مانشستر بالمملكة المتحدة وحصل على شهادة الدكتوراه سنة 1965.
بعد عودته إلى العراق عمل مدرساً في قسم التاريخ بكلية الآداب – جامعة البصرة، ثم أصبح رئيسا لقسم التاريخ فيها وشغل منصب مساعد لرئيس جامعة البصرة، وعميداً لكلية الآداب فيها، ثم إنتقل إلى بغداد وعمل في قسم التاريخ بكلية الآداب – جامعة بغداد ورقي إلى درجة الأستاذية، وقبل وفاته كان أستاذاً في الجامعة العراقية ببغداد.

### مؤلفاته
كتب العديد من الدراسات والبحوث وله من الكتب المنشورة:
- تاريخ العرب عصر النبوة 1968.[4]
- المجتمع العربي 3 أجزاء 1967-1970.
- عصر النبوة والخلافة الراشدة –المغرب 1984.
- الخلافة الراشدة 1990.

### الجوائز
- حصل على وسام المؤرخ العربي تقديراً لجهوده في خدمة التاريخ العربي.
- حصل على وسام التقدير من جامعة صنعاء.

### العضوية والمناصب
- عضو في جمعية المؤرخين والآثاريين العراقيين.
- عضو في اتحاد المؤرخين العرب.
- عضو في جمعية المؤرخين المغاربة.